# CBTソリューションズ
株式会社CBTソリューションズ（しーびーてぃーそりゅーしょんず、英: CBT-Solutions Inc.）は、東京都千代田区に本社を置く日本のIT系教育支援企業。
資格試験・検定試験などの**CBT（Computer Based Testing）**方式による試験運営を中心に、テストセンターの運営、IBT（Internet Based Testing）、オンライン監視システム、AIを活用した試験監督サービスなどを展開する。

## 沿革
- 2009年 - 東京都千代田区にて設立。CBT方式の資格試験運営事業を開始
- 2010年代初頭 - 全国の主要都市にテストセンター網を整備
- 2012～2014年 - ベストベンチャー100選出
- 2015年 - 試験運営プラットフォーム「iJuken」を自社開発し、提供を開始
- 2020年 - IBT（自宅受験）やAIリモート監視「リモティー」導入
- 2022年 - 日本最大級の試験予約ポータルサイト「日本の資格・検定」および「資格de就職」など周辺サービスを拡充
- 2024年 - 売上100億円を突破、全国360拠点の試験ネットワークを形成

## 主なサービス

### メイン事業：試験の総合委託事業

#### CBT（Computer Based Testing）
自社開発の試験配信システムにより、全国のテストセンターで毎日受験可能な環境を提供

#### IBT（Internet Based Testing）
自宅で受験可能なオンライン試験サービス

#### オンラインテストセンター
受験をリアルタイムに『認定試験官』がリモート監視するオンライン型試験サービス

#### リモティーAI
AIカメラによる不正検知とリモート監督を組み合わせたオンライン試験監視サービス

#### iJuken
試験配信、申込管理、決済、成績管理を統合するSaaS型の試験管理プラットフォーム

#### テストセンター運営
全国47都道府県に拠点を持ち、地方・離島の受験格差解消を実現

### その他事業
- 日本の資格・検定
- 資格de就職

## CBTソリューションズでの配信試験・検定

### 国家資格
- 工事担任者試験
- 無線従事者試験（第3・第4級）
- 第二種電気工事士（学科のみ）
- 基本情報技術者試験

### 民間検定
- 秘書検定
- 日商簿記検定
- 日本漢字能力検定（漢検）
- 世界遺産検定
- 金融業務能力検定
- 農業検定
- ウェディングプランナー認定

| スタブアイコン | サブスタブ | この項目は、まだ閲覧者の調べものの参照としては役立たない、企業に関連した書きかけの項目です。この項目を加筆・訂正などしてくださる協力者を求めています（PJ:経済）。 |